# حشره‌خوار درختی پابلند
حشره‌خوار درختی پابلند (نام علمی: Tupaia longipes) نام یک گونه از تیره حشره‌خوار درختی سنجابی است.